# Donato Arsenio Mascagni

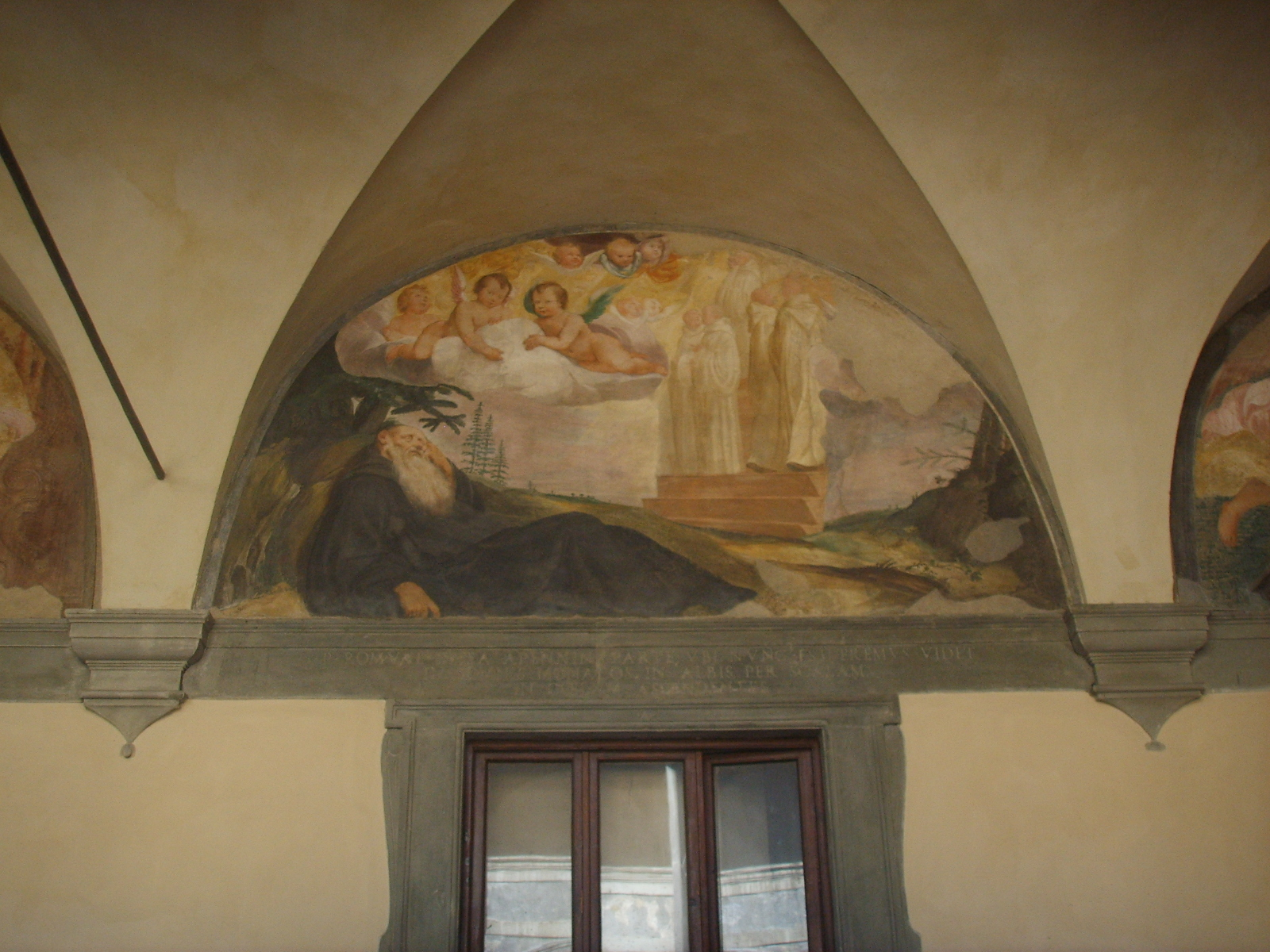
Donato Mascagni, Storie di San Romualdo, chiostro della Sacrestia, Santa Maria degli Angeli, Firenze

Donato Arsenio Mascagni (Firenze, 1579 – Firenze, 10 marzo 1637) è stato un pittore, scultore e religioso italiano di scuola fiorentina.

## Biografia
Nacque a Firenze nel 1579, da Matteo e Agnoletta Donati e fu battezzato con il nome di Donato. Dotato di gran talento nel dipingere, prima di farsi religioso e di essere ordinato sacerdote, fu discepolo del pittore veronese Jacopo Ligozzi (discepolo, a sua volta, di Paolo Veronese). Nel 1590 fu immatricolato nell'Arte del Disegno. Nel 1595 lavorò per la Badia di San Giusto di Volterra, dei padri camaldolesi nel Palazzo dei Priori sempre di questa città; nel 1598 eseguì affreschi per  Santa Maria degli Angeli di Firenze sempre dei camaldolesi. Altre opere si trovano a Borgo San Lorenzo (FI), nella canonica dell'ex convento di San Pietro a Luco (una Crocifissione, 1600 circa) e nella chiesa di Santa Maria della Fontenuova di Monsummano Terme (PT).
Nel 1605, a 26 anni, Mascagni entrò fra gli Eremiti Servi di Maria di Montesenario, prendendo il nome di fra Arsenio e facendo la professione il 25 settembre 1606. Rimase a Montesenario per tre anni, costretto nel 1608, ad abbandonare la rigida vita eremitica per motivi di salute. Si trasferì così nel convento della SS. Annunziata di Firenze, e disse la prima messa di sacerdozio il 25 marzo 1609 e dove trascorse la maggior parte della sua vita. Una parte dei suoi lavori si conserva proprio nel Convento della Santissima Annunziata, nel cui chiostro affrescò due lunette: La miracolosa pittura del Volto della SS. Annunziata nel 1252 e il Beato Bonfiglio Monaldi getta la prima pietra della chiesa il 17 marzo 1250.
Mascagni lavorò molto anche a Vallombrosa (1609, per San Niccolò Oltrarno di Firenze (1609), nel convento dei Servi di Innsbruck (1612), a Valladolid per la chiesa Las Descalzas Reales (1615) e, soprattutto, in Salisburgo che gli arcivescovi Wolf Dietrich von Raitenau (1587-1612), Markus Sitticus von Hohenems (1612-1619) e Paride Lodron (1619-1653) desideravano abbellire.
Il Mascagni giunse a Salisburgo nel 1616, chiamato da Markus Sittikus per dipingere nel Castello di Hellbrunn. Lavorò per tre anni (dal 1616 al 1619) e ritornò in questa città per la seconda volta, chiamatovi dall'arcivescovo Lodron, nove anni più tardi, nel 1624, per affrescare la nuova Chiesa metropolitana di quella città.
Nel Duomo di Salisburgo, dove il pittore trascorse tre anni di intensa attività (dal 1624 al 1627), è conservato un suo ritratto; attorno alla sua figura si legge:
domo florentinus, pictor celebris, cuius unico penicillo

novae huius basilicae fornix et prima altaria

sunt illustrata. Extanque ab eo tam intra quam extra ditionem

alia plurima artis e monumenta. Sed nec pictor melior

quam vir fuit. Tu pro eo, qui tuam pietatem pingendo

iuvit, ora.

Anno mdcxxxii. Aetatis suae (...)»
fiorentino, pittore famoso, il cui pennello da solo 

ha dipinto la volta e l’altare maggiore di questa nuova Basilica. 

Di lui sono presenti, sia in questa regione che fuori, 

molte opere d’arte; ma non fu miglior pittore che uomo. 

Tu che per la tua pietà hai avuto giovamento dalla sua pittura, 

prega per lui. 

Nell’anno 1632. All'età [53 anni, ndr]»
Altre sue pitture di questo periodo si trovano nella chiesa di Santa Maria Assunta di Villa Lagarina, nel Convento dei Cappuccini di Rovereto e a Trento (1631 circa).
Donato Arsenio Mascagni morì nel convento della Santissima Annunziata di Firenze il 10 marzo 1637, a 58 anni.

## I due affreschi di fra Arsenio Mascagni all'Annunziata

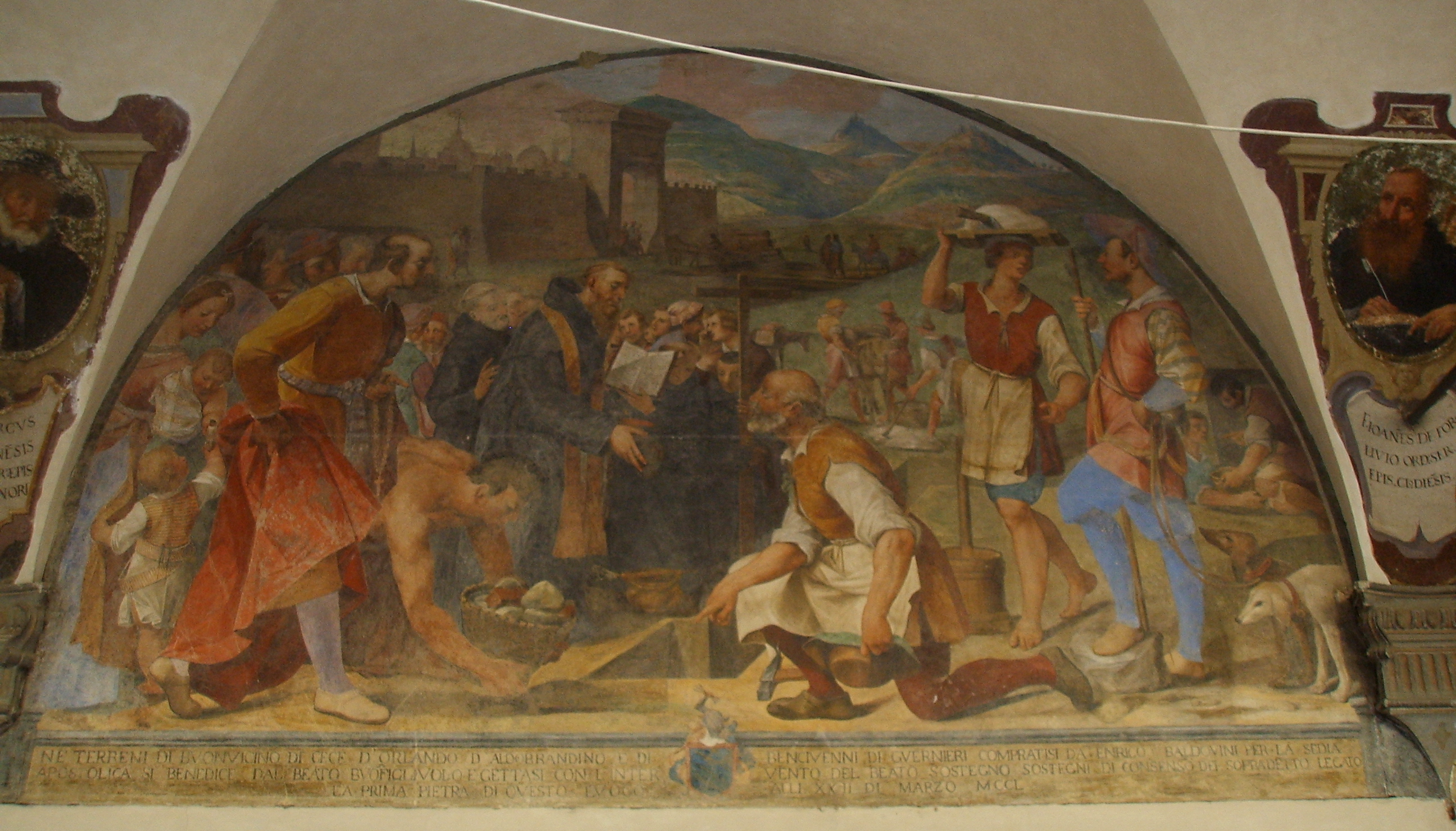
Chiostro Grande della Santissima Annunziata, Posa della prima pietra di Santa Maria di Cafaggio

Le due lunette del Chiostro Grande della Santissima Annunziata dipinte da fra Arsenio Mascagni sono piene di personaggi. Tra questi, non mancano i bambini che giocano e si appoggiano o stanno in braccio alla madre. Il fatto potrebbe essere casuale se non «venissero incontro» a far pensare a dei motivi legati alla personale memoria e alle scelte di vita, le Ricordanze manoscritte del convento conservate all'Archivio di Stato di Firenze. Leggiamo infatti che il 3 luglio 1608 si comunicò ai Padri della Santissima Annunziata la licenza concessa da papa Paolo V a fra Arsenio di lasciare l'eremo di Montesenario e di essere accolto nella vita conventuale. Oltre alla salute, un altro motivo riportato è quello di potere più comodamente aiutare la povera sua Madre, cioè Agnoletta Donati vedova di Matteo Mascagni. Il 4 settembre i Padri, in considerazione alla povertà della Madre del padre fra Arsenio Pittore nostro fratello in Cristo, concessero che dei denari ricevuti per le pitture (normalmente di spettanza del convento), sei scudi al mese andassero a sua madre.